# Polvere di stelle (programma televisivo)
Polvere di stelle è stato un programma televisivo italiano, magazine di informazione cinematografica, trasmesso da Telealtomilanese prima e in seguito da Telemilano 58, poi diventata Canale 5, dal 1978 al 1981.
Il programma nel 1976 era ideato da Liliana Azzolini e condotto da Giuliano Fournier; nelle successive edizioni da Carlo Dansi e Patricia Pilchard, con la supervisione di Giorgio Medail e Alessandro Ippolito. Le scenografie erano di Graziella Evangelista, il produttore Mario Rasini.

## La trasmissione
Il programma, della durata di poco meno di un'ora, andava in onda inizialmente il mercoledì alle 21 (poi spostato al venerdì sera) ed era un magazine di attualità cinematografica contenente trailer, anteprime e servizi sui film che sarebbero usciti poco tempo dopo nelle sale. Era inoltre presente in ogni puntata una rubrica di recensioni curata dal giornalista di TV Sorrisi e Canzoni Pierluigi Ronchetti.
Punto di forza della trasmissione erano le interviste di Alessandro Ippolito alle attrici protagoniste delle pellicole da promuovere, che venivano puntualmente messe in imbarazzo dall'autore che poneva loro le domande in luoghi improbabili, ad esempio sotto un letto, in una vasca da bagno o dentro un armadio, tentando di sedurle; tra le attrici "vittime" di queste interviste sui generis spiccavano Dalila Di Lazzaro, Nadia Cassini, Ilona Staller, Eleonora Giorgi. In particolar modo l'intervista a Ornella Muti, avvenuta in una camera da letto, risultò talmente esilarante da venire riproposta ciclicamente nel corso degli anni successivi da Canale 5.